# Emanuel Schiffers
Emanuel Stepanovitch Schiffers ou Chiffers (4 mai 1850 à Saint-Pétersbourg ; 12 décembre 1904 à Saint-Pétersbourg) est un joueur d'échecs russe. Il fut le deuxième meilleur joueur russe de la fin du XIXe siècle, derrière Mikhaïl Tchigorine et finit sixième du très fort tournoi d'Hastings 1895.

## Biographie et carrière

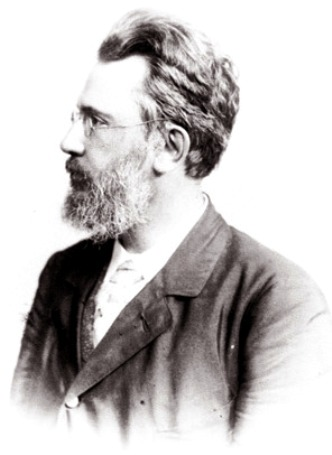
Emanuel Schiffers en 1895

Les parents de Schiffers étaient Sujet du roi de Prusse et émigrèrent à Saint-Pétersbourg. Schiffers obtint la nationalité russe en 1871. Il rencontra Mikhaïl Tchigorine (né la même année que lui) en 1873. Les deux joueurs disputèrent de nombreux matchs. En 1878, Schiffers battit Tchigorine 7,5 à 6,5 (+7 –6 =1) et perdit un autre match la même année (trois victoires à sept), puis il perdit également en 1879 (+4 –7 =2), en  1880 (+1 –7 =3), 1895 et 1897.
De 1887 à 1898, il participa à huit tournois majeurs à l'étranger. Son meilleur résultat fut sa sixième place à Hastings en 1895. En 1896, il perdit un match contre Wilhelm Steinitz à Rostov-sur-le-Don : 4,5 à 6,5 (+4 –6 =1).
En 1899 et janvier 1901 (calendrier grégorien), il finit deuxième du championnat d'échecs de Russie, devancé à chaque fois par Tchigorine.
En 1889, Schiffers fut le premier joueur russe à délivrer des cours publics sur la théorie des échecs dans le hall de l'association des échecs de Saint-Pétersbourg et dans d'autres villes. Il était l'auteur de :
- (ru)Самоучитель шахматной игры (Samooutchitel chakhmatioï igry : Manuel autodidacte du jeu d'échecs[2]), 1906

dont la sixième édition fut publiée en 1919, en pleine guerre civile, sur l'instruction spéciale du commissariat à l'éducation et dont une septième édition parut en 1926, complétée par Vladimir Nenarokov.